# العلاقات الكولومبية الناميبية
العلاقات الكولومبية الناميبية هي العلاقات الثنائية التي تجمع بين كولومبيا وناميبيا.

## مقارنة بين البلدين
هذه مقارنة عامة ومرجعية للدولتين:
| وجه المقارنة                                              | كولومبيا        | ناميبيا      |
| --------------------------------------------------------- | --------------- | ------------ |
| المساحة (كم2)                                             | 1.14 مليون      | 825.62 ألف   |
| عدد السكان (نسمة)                                         | 49.07 مليون     | 2.53 مليون   |
| الكثافة السكانية (ن./كم²)                                 | 43.04           | 3.06         |
| العاصمة                                                   | بوغوتا          | ويندهوك      |
| اللغة الرسمية                                             | اللغة الإسبانية | لغة إنجليزية |
| العملة                                                    | بيزو كولومبي    | دولار ناميبي |
| الناتج المحلي الإجمالي (بليون دولار)                      | 309.19 مليار    | 13.24 مليار  |
| الناتج المحلي الإجمالي (تعادل القوة الشرائية) بليون دولار | 724.96 مليار    | 25.60 مليار  |
| الناتج المحلي الإجمالي الاسمي للفرد دولار أمريكي          | 7.60 ألف        | 4.67 ألف     |
| الناتج المحلي الإجمالي للفرد دولار أمريكي                 | 13.36 ألف       | 9.96 ألف     |
| مؤشر التنمية البشرية                                      | 0.720           | 0.628        |
| رمز المكالمات الدولي                                      | +57             | +264         |
| رمز الإنترنت                                              | .co             | .na          |
| المنطقة الزمنية                                           | 00              | ت ع م+02:00  |

## منظمات دولية مشتركة
يشترك البلدان في عضوية مجموعة من المنظمات الدولية، منها:
| علم المنظمة | اسم المنظمة                        | تاريخ انضمام كولومبيا | تاريخ انضمام ناميبيا |
| ----------- | ---------------------------------- | --------------------- | -------------------- |
|             | البنك الدولي للإنشاء والتعمير      | 24 ديسمبر 1946        | 25 سبتمبر 1990       |
|             | منظمة التجارة العالمية             | ?                     | ?                    |
|             | منظمة حظر الأسلحة الكيميائية       | ?                     | ?                    |
|             | الأمم المتحدة                      | 5 نوفمبر 1945         | 23 أبريل 1990        |
|             | منظمة الشرطة الجنائية الدولية      | ?                     | ?                    |
|             | وكالة ضمان الاستثمار متعدد الأطراف | 30 نوفمبر 1995        | 25 سبتمبر 1990       |
|             | يونسكو                             | 31 أكتوبر 1947        | 2 نوفمبر 1978        |
|             | مؤسسة التمويل الدولية              | 20 يوليو 1956         | 25 سبتمبر 1990       |
|             | الاتحاد البريدي العالمي            | ?                     | ?                    |
|             | الاتحاد الدولي للاتصالات           | 25 أغسطس 1914         | 25 يناير 1984        |